# Nokia 5310 Xpressmusic

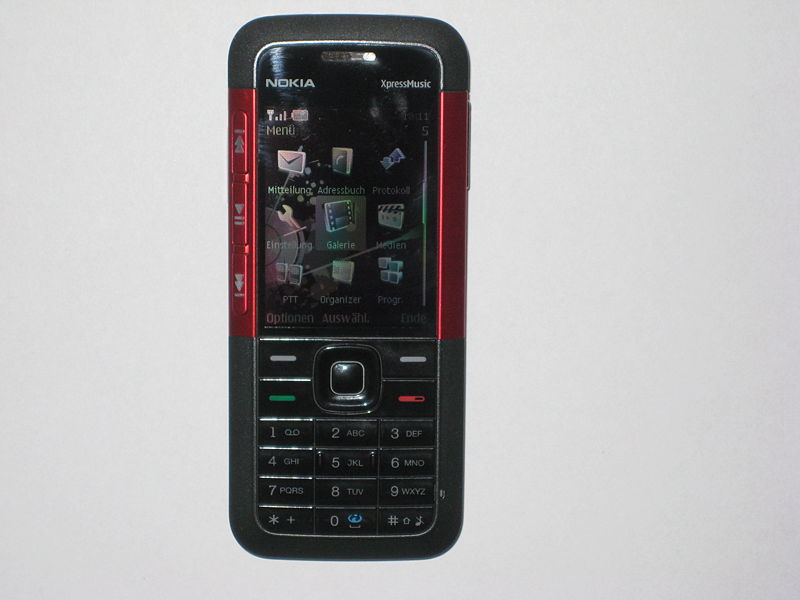
Nokia 5310

De Nokia 5310 is een GSM van Nokia die eind 2007 op de markt kwam. Het toestel behoort tot de XpressMusic reeks met specifieke mogelijkheden voor muziek te beluisteren. Het besturingssysteem van de telefoon is Symbian S40.

## Design
Het toestel is gemaakt uit 1 stuk en is aan beide zijden van het scherm afgewerkt met aluminium. De Nokia 5310 is in Europa verkrijgbaar in het rood, blauw en zwart. De design kan strak, klein en dun genoemd worden. Het toestel weegt 71 gram en is 10,3 cm hoog, 44,7 mm breed en 9,9 mm diep. Het beeldscherm heeft een diameter van 2,2 inch en kan 16,7 miljoen kleuren weergeven.

## Muziek
Met 3 specifieke bedieningstoetsen aan de linkerzijkant van het toetsel kan muziek afgespeeld worden, het betreft een pauze toets en toetsen voor een volgend/vorig nummer te kiezen. Met de volumeknop aan de rechterzijkant wordt de muziek stiller of luider gezet. Een speciale audiochip is ingebouwd voor klankweergave. De batterij laat toe 20 uur muziek te beluisteren, het geheugen (standaard 2GB microSD) biedt plaats voor 3000 nummers. Een ingebouwde fm tuner maakt het mogelijk met het toestel ook radio te beluisteren.

## Camera
De Nokia 5310 heeft een 2,0 megapixel camera met een 4× digitale zoom. Stilstaande en bewegende beeldopnames zijn mogelijk.

## Gebruikerservaringen
De consumentenorganisaties Test Aankoop in België en Consumentenbond in Nederland hebben beide de testresultaten van het toestel in hun publicatie van maart 2008 beschreven.